# Helena de Constantinopla
Flavia Julia Elena, también conocida como santa Elena de la Cruz, Helena de Constantinopla o Elena de Constantinopla (Drépano, hacia 250-Roma, hacia 330), fue una augusta romana, santa de las Iglesias católica, luterana y ortodoxa.
No se conoce con exactitud la fecha de su nacimiento.

## Vida
Probablemente, nació en Drépano (actual Hersek), en Bitinia, al noroccidente de Anatolia, Turquía, y que fue renombrada Helenópolis por su hijo Constantino I. Aunque supuestamente era hija de un sirviente, ello no impidió que fuese la primera esposa del tetrarca Constancio Cloro.
Constancio Cloro la tomó como esposa y más tarde se divorció de ella en 292 para casarse con la hijastra de Maximiano, Flavia Maximiana Teodora. El hijo de Helena, Constantino, se convirtió en emperador del Imperio romano y, después de su coronación, ella tuvo una destacada presencia en la corte imperial. Ya durante el reinado de Constantino se convirtió al cristianismo, siendo él quien, contrariamente a lo que se suele pensar, sirvió de influencia para la conversión de su madre.
Es considerada por los ortodoxos y católicos como santa, famosa por su piedad. Eusebio tomó detalles de su peregrinaje a Tierra Santa y otras provincias de Oriente Próximo. Aunque Eusebio no se lo reconoce, es tradicionalmente conocida por buscar las reliquias de la Vera Cruz (la auténtica cruz de Cristo), buscar los restos de los Reyes Magos que actualmente se conservan en la Catedral de Colonia así como los del apóstol Matías, depositados en la abadía de San Matías de Tréveris. En su búsqueda de la cruz donde Jesucristo murió, demolió el templo erigido a Venus en el monte Calvario e hizo cavar hasta que le dieron noticias, en los primeros días de mayo, de haber encontrado la Cruz. Helena mandó construir un templo allí y otro en el monte de los Olivos. En todas estas actividades le acompañó el obispo Macario I de Jerusalén.
Su día festivo se celebra en los cristianos orientales de rito bizantino con el de su hijo Constantino, el 21 de mayo.[cita requerida] La Iglesia católica la conmemora el 18 de agosto. Además, está muy vinculada a la fiesta de la Invención de la Santa Cruz, que conmemora cada 3 de mayo el supuesto hallazgo de las reliquias de la cruz de Cristo por la emperatriz, un hecho que realmente no se añadió a su leyenda hasta finales del siglo IV. En el santoral católico, esta santa es considerada patrona de la arqueología, de la conversión y de los matrimonios difíciles.
Su iconografía habitual la muestra como emperatriz romana, vestida con ricos ropajes, y portando casi siempre la Vera Cruz, y a veces con su hijo Constantino. Es muy habitual la representación del momento del hallazgo de las reliquias (''Exaltación de la cruz) en el monte Calvario y los milagros subsiguientes. Artistas como Piero della Francesca o Pedro Berruguete ilustraron estos episodios.
En Inglaterra, en una leyenda posterior medieval, mencionada por Geoffrey de Monmouth, se decía que fue hija del rey bretón Coel Hen, que se alió con Constancio para evitar la guerra entre los bretones y Roma.

## Restos
Se desconoce con exactitud el lugar de fallecimiento. Sin embargo el historiador Eusebio de Cesárea, indica que su sarcófago fue enviado a Roma mismo que fue depositado en un mausoleo donde estuvo hasta el año 840. Monjes franceses trasladaron parte de los restos a Hautvelliere, ante la amenaza en Roma del robo de reliquias y objetos históricos. Luego fueron entregados a los Caballeros de la Orden del Santo Sepulcro, para pasar por último a París, mientras que una parte se encuentra en Roma.

## Santa Elena en el mundo hispano y Roma
- Es la patrona de Caravaca de la Cruz, una de las cinco ciudades santas, a la cual se le atribuye el descubrimiento de la Santísima y Vera Cruz de Caravaca.
- En una aldea de Fuente Obejuna (provincia de Córdoba), Los Morenos, tienen a Santa Helena como patrona. El 18 de agosto, al procesionar la imagen, se conserva la tradición de cubrir las andas con albahaca. Según la leyenda, esta planta olorosa abundaba en el campo donde se encontró la Cruz que la santa emperatriz buscaba.
- En Aznalcóllar (provincia de Sevilla) podemos encontrar la Primitiva Hermandad de la Invención de la Santa Cruz de Abajo y la Gloriosa Emperatriz Santa Elena, que anualmente celebra una romería nocturna en agosto y cuyas imágenes titulares salen en procesión cada 4 o 5 años, durante la celebración de sus Fiestas Mayores. La talla de Santa Elena, que data del siglo XVIII, cuenta con gran devoción entre los vecinos de la localidad.[8]
- Existe en Biescas, en el Valle de Tena (provincia de Huesca) la antigua ermita de Santa Elena erigida en su honor, y hasta dicho santuario se organizan varias peregrinaciones al año, destacando especialmente la llamada Romería de las Cruces: el día de Pascua de Pentecostés, representantes de todos los pueblos del Valle de Tena y de la Tierra de Biescas acuden hasta el santuario con sus cruces parroquiales para rendir tributo a la santa patrona de ambas comarcas. Según la leyenda local, la santa encontró refugio en una cueva (ahora dentro de la ermita) de la persecución que sufrió.
- En la provincia de Jaén se encuentra el municipio de Santa Elena, en el cual, tras nueve días de novena para venerar a la patrona del pueblo, se culminan los cultos procesionando su imagen el día 18 de agosto por las calles del pueblo.
- El sábado de la tercera semana de mayo procesiona en San Fernando (provincia de Cádiz) la hermandad de Santa Elena.
- En Ocaña funciona la hermandad de la Santa Cruz y Santa Elena que celebra su mayor festividad el primer sábado del mes de mayo en la Iglesia de Santa María de la Asunción.
- En Villalba del Alcor (Huelva) veneran desde hace años la imagen de santa Elena emperatriz, que comparte capilla con la Cruz de la calle Cerrillo.
- Magaz de Abajo, un pueblo de la comarca de El Bierzo, adoptó como patrona a Santa Elena ya que en un principio la fiesta patronal del pueblo era la Santa Cruz. Cómo Elena de Constantinopla dedicó gran parte de su vida a encontrar la Cruz en la que murió Jesus de Nazaret, el pueblo rinde homenaje cada último fin de semana de abril a Santa Elena.
- La ciudad de Santa Elena en la provincia de Entre Ríos (Argentina) de le debe su nombre. La ciudad tiene uno de los mayores festejos en honor a la santa, que incluye cabalgatas, procesión náutica, salva de bombas a las 00 h y una multitudinaria celebración eucarística y procesión a pie.
- En varias parroquias argentinas ha adquirido una gran y creciente devoción, particularmente en Ingeniero Luiggi, Buenos Aires, Mar del Plata, Tucumán, Córdoba y Neuquén, entre otras.
- En Chile existe la Viña Santa Helena.
- En Ecuador, la provincia 24 lleva el nombre de Santa Elena en honor a la Santa Emperatriz, debido a que, la península donde se encuentra la actual provincia, fue descubierta por el conquistador Francisco Pizarro el 18 de agosto de 1527.
- En El Salvador un municipio lleva su nombre.
- En Filipinas existe el barangay, o "barrio", de Santa Elena en la ciudad de Mariquina, parte de la región capitalina del país. También existe el municipio de Santa Elena en la provincia de Camarines Norte en la isla de Luzón.
- La Basílica de San Pedro de la Ciudad del Vaticano fue construida en el terreno adquirido por la santa para tal fin; allí en torno al baldaquino hay una enorme estatua bajo la cual se conserva el fragmento más grande del Lignum Crucis.
- Frente a la Archibasílica de San Juan de Letrán, en Roma, conservan una bellísima imagen que reposa sobre la Escalera Santa, traída por ella desde el palacio de Poncio Pilatos.
- Santa Elena de la Cruz es también patrona del municipio de Río Grande del estado de Zacatecas, México, desde los albores de su fundación alrededor del año 1562. La parroquia madre dedicada a ella es erigida el año de 1848, cuyo primer templo, conocido como Santa Elena antigua, construido en dos etapas, fue derribado en los años 1960 por deterioro y riesgo de derrumbe para dar paso al segundo de tipo moderno. Las fiestas de Santa Elena son durante el mes de agosto, realizando, del 9 al 17 de dicho mes, rosarios de aurora y peregrinaciones vespertinas con carros temáticos evangelizadores culminando con la Sagrada Eucaristía, además de otros eventos tanto religiosos, culturales o tradicionales en días distintos del novenario. El día 18 de agosto, el templo es adornado con un sinfín de flores, hay vigilia desde un día antes para culminar con la primera Eucaristía con las tradicionales mañanitas. La Misa principal es celebrada por el arzobispo de Durango, a donde pertenece la parroquia, en compañía de sacerdotes locales e invitados, es en esta celebración donde se entronizado la sagrada imagen de Santa Elena ataviada de diferentes vestimentas cada año. Por la tarde se realiza la magna peregrinación donde la Cofradía «Custodios de Santa Elena» saca la sagrada imagen por las principales calles de la ciudad. Al final del día hay quema de pirotecnia.

## Galería de imágenes

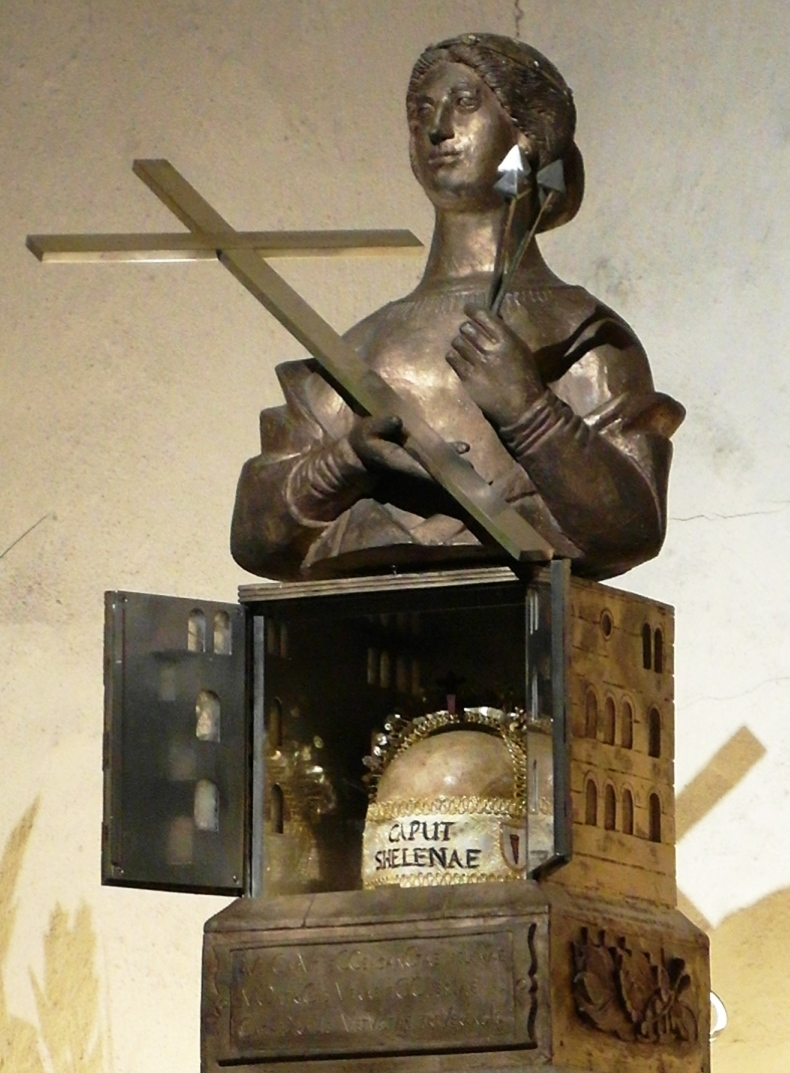
Relicario de la cabeza de santa Helena en la cripta de la catedral de Tréveris.
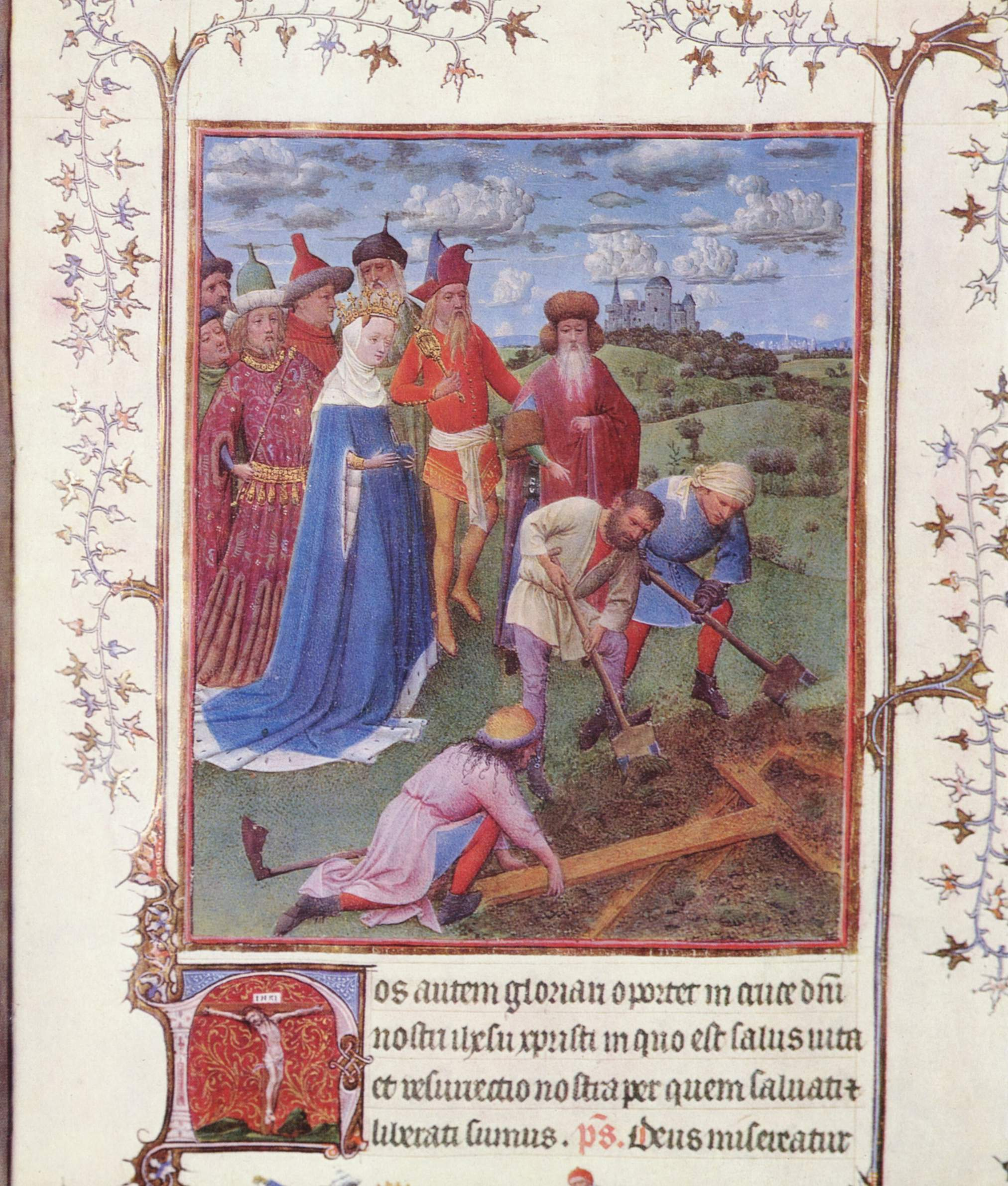
Jan van Eyck: Hallazgo de la Vera Cruz, de Las muy bellas horas de Nuestra Señora.
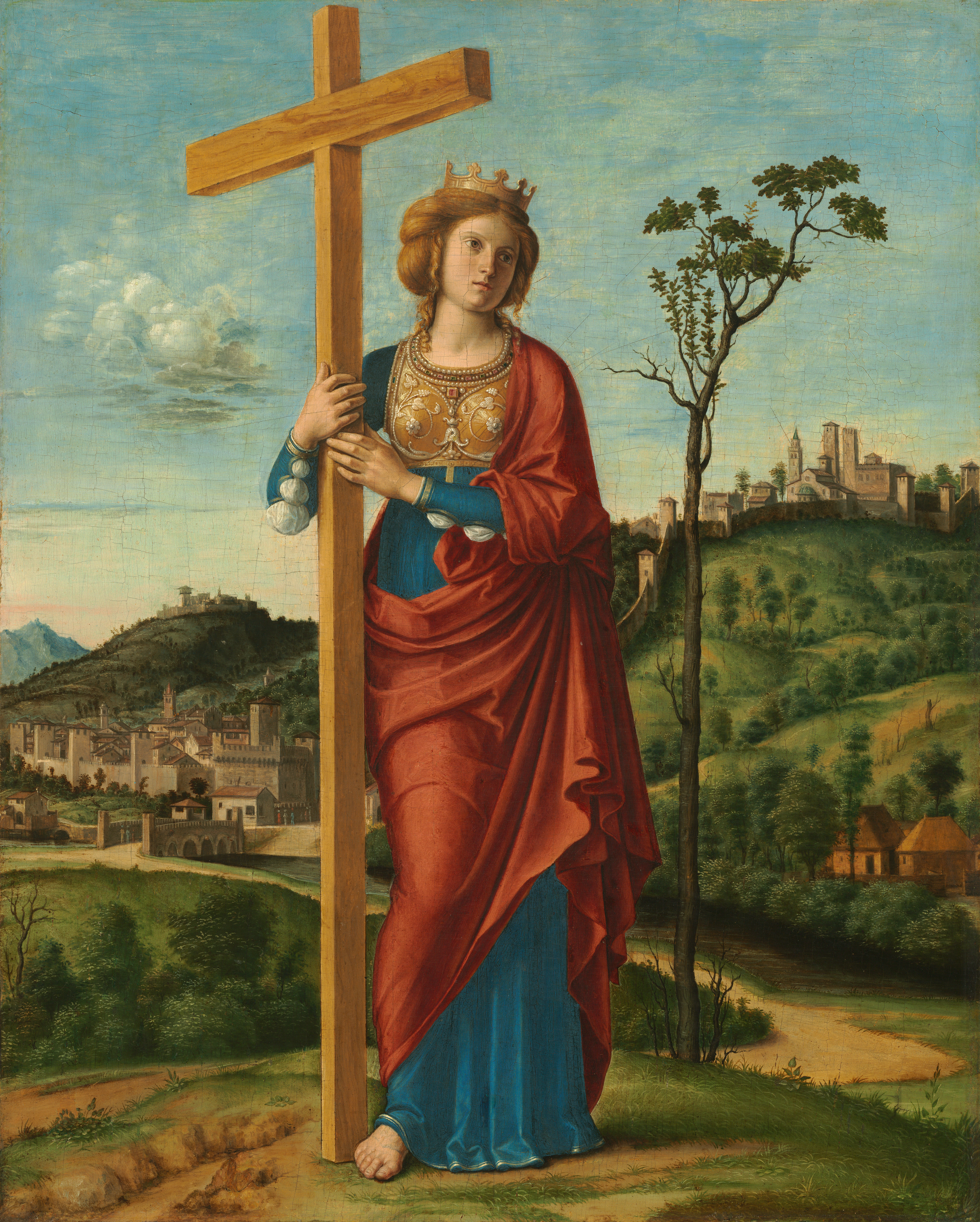
Santa Helena y la Cruz, por Cima da Conegliano.
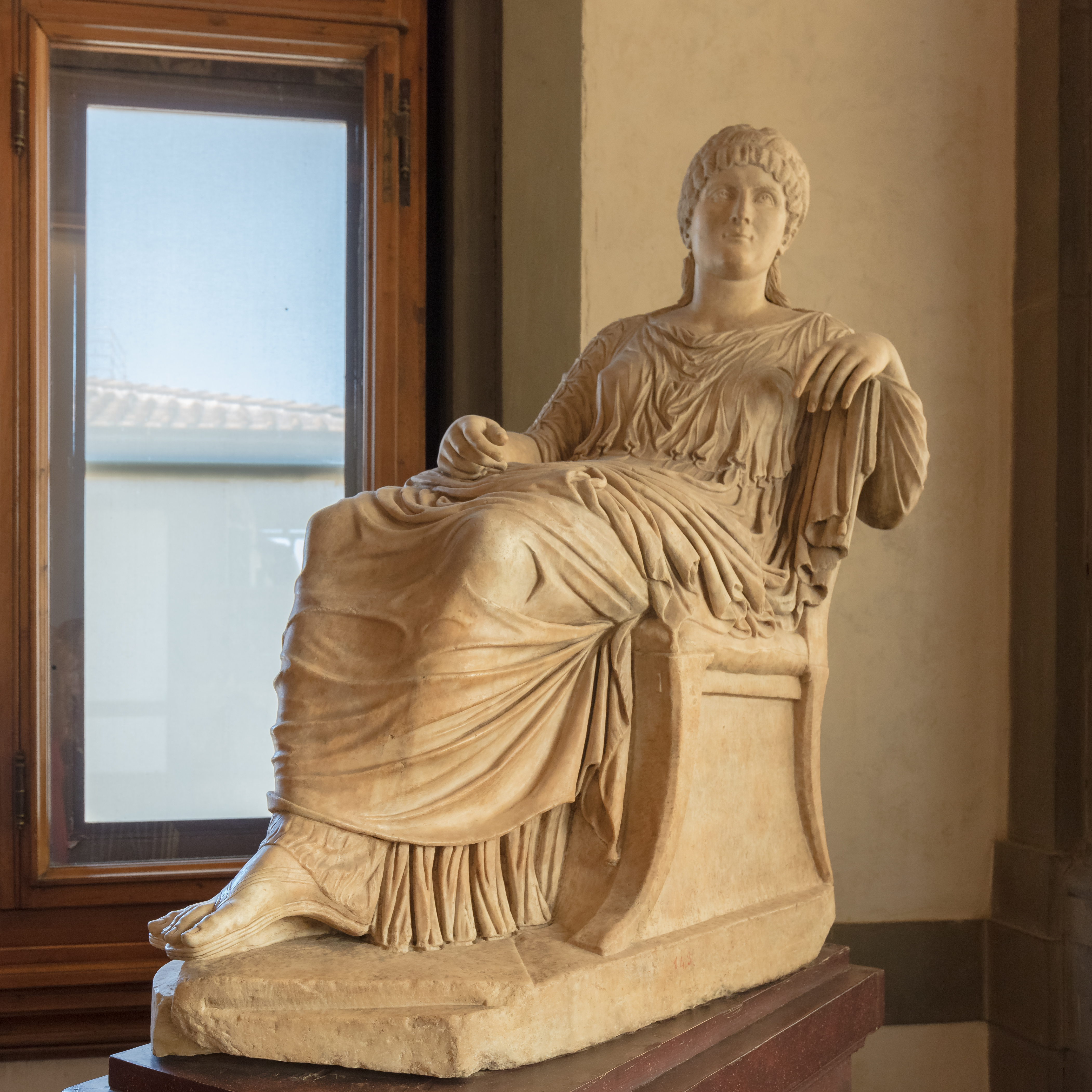
Réplica de Helena de Constantinopla en la galería Uffizi de Florencia.